# Avesnes-les-Aubert
Avesnes-les-Aubert település Franciaországban, Nord megyében. Lakosainak száma 3584 fő (2022. január 1.). Avesnes-les-Aubert Villers-en-Cauchies, Saint-Hilaire-lez-Cambrai, Boussières-en-Cambrésis, Carnières, Rieux-en-Cambrésis és Saint-Aubert községekkel határos.

## Népesség
A település népességének változása:
| Lakosok száma | 3607 | 3627 | 3669 | 3640 | 3638 | 3630 | 3628 | 3606 | 3584 |
|               | 2013 | 2015 | 2016 | 2017 | 2018 | 2019 | 2020 | 2021 | 2022 |